# Daniel Hautzinger
Daniel Hautzinger (* 12. Mai 1998 in Hainburg an der Donau) ist ein österreichischer Fußballspieler.

## Karriere
Hautzinger begann seine Karriere beim FC Andau. 2010 kam er in die Jugend des SK Rapid Wien, wo er später auch in der Akademie spielte. 2014 wechselte er nach Italien zu Udinese Calcio. Bereits im März 2015 kehrte er nach Österreich zurück, wo er sich dem Regionalligisten SC Neusiedl am See anschloss, wo er allerdings zu keinem Ligaeinsatz kam.
Zur Saison 2015/16 wechselte er zum Zweitligisten FC Liefering, wurde aber direkt an den Bundesligisten FC Admira Wacker Mödling verliehen. Für die Amateure der Admira debütierte er im August 2015 in der Regionalliga, als er am ersten Spieltag jener Saison gegen die SV Oberwart in der Startelf stand und in der 83. Minute durch Philip Sulzbacher ersetzt wurde.
Im Juli 2016 gab er sein Debüt für die Profis der Admira, als er im Cupspiel gegen den Dornbirner SV in der Startelf aufgeboten und in Minute 49 durch Florian Fischerauer ersetzt wurde. Dies blieb allerdings sein einziges Spiel für die Profis der Admira.
Zur Saison 2017/18 kehrte er zu Liefering zurück. Im Juli 2017 debütierte er in der zweiten Liga, als er am zweiten Spieltag dieser Saison gegen die WSG Wattens in der 84. Minute für Mahamadou Dembélé ins Spiel gebracht wurde.
Im Jänner 2018 wurde er an den Regionalligisten FCM Traiskirchen verliehen.
Zur Saison 2018/19 wechselte er zum Floridsdorfer AC. Zur Saison 2019/20 wechselte er zum Regionalligisten SV Stripfing. In zweieinhalb Jahren in Stripfing kam der Mittelfeldspieler zu 17 Regionalligaeinsätzen. Im Jänner 2022 wechselte er zum fünftklassigen SC Korneuburg.